# سیروشو
سیرانوش هاروتیونیان (به ارمنی: Սիրանուշ Հարությունյան)، (به انگلیسی: Siranush Harutyunyan)، با نام هنری سیروشو (به ارمنی: Սիրուշո)، (زاده ۷ ژانویهٔ ۱۹۸۷) خوانندهٔ زن موسیقی پاپ ارمنی است. او فعالیت موسیقایی خودش را با اجراهای زنده در کانادا، و در میان ارمنیان دور از وطن آغاز کرد. سیروشو در سن ۹ سالگی برای ترانهٔ Lusabats برندهٔ جایزهٔ موسیقی ارمنستان شد. نخستین آلبوم استودیویی وی با نام «سیروشو» در سال ۲۰۰۰ به بازار آمد و به دنبال آن آلبوم بعدی با نام Sheram در سال ۲۰۰۵ منتشر شد. در همان سال سیروشو در جایزهٔ ملی موسیقی ارمنستان در بخش‌های «آیندهٔ موسیقی ارمنی»، «بهترین آلبوم» و «بهترین اجراکنندهٔ زن» موفق به دریافت جایزه شد. بی‌بی‌سی در سال ۲۰۰۸ از وی با عنوان «گنجینهٔ ملی» ارمنستان یاد کرد و سرویس خبری این خبرگزاری گزارش داد که سیروشو هم در ارمنستان و هم در میان ارمنیان دور از وطن پرطرفدار است.
او در مسابقه آواز یوروویژن ۲۰۰۸ نماینده ارمنستان بود.

## آثار و جوایز

### آلبوم‌ها
- ۲۰۰۰ - Sirusho
- ۲۰۰۵ - Sheram
- ۲۰۰۷ - Hima
- ۲۰۱۰ - Havatum Em

### تک آهنگ‌ها

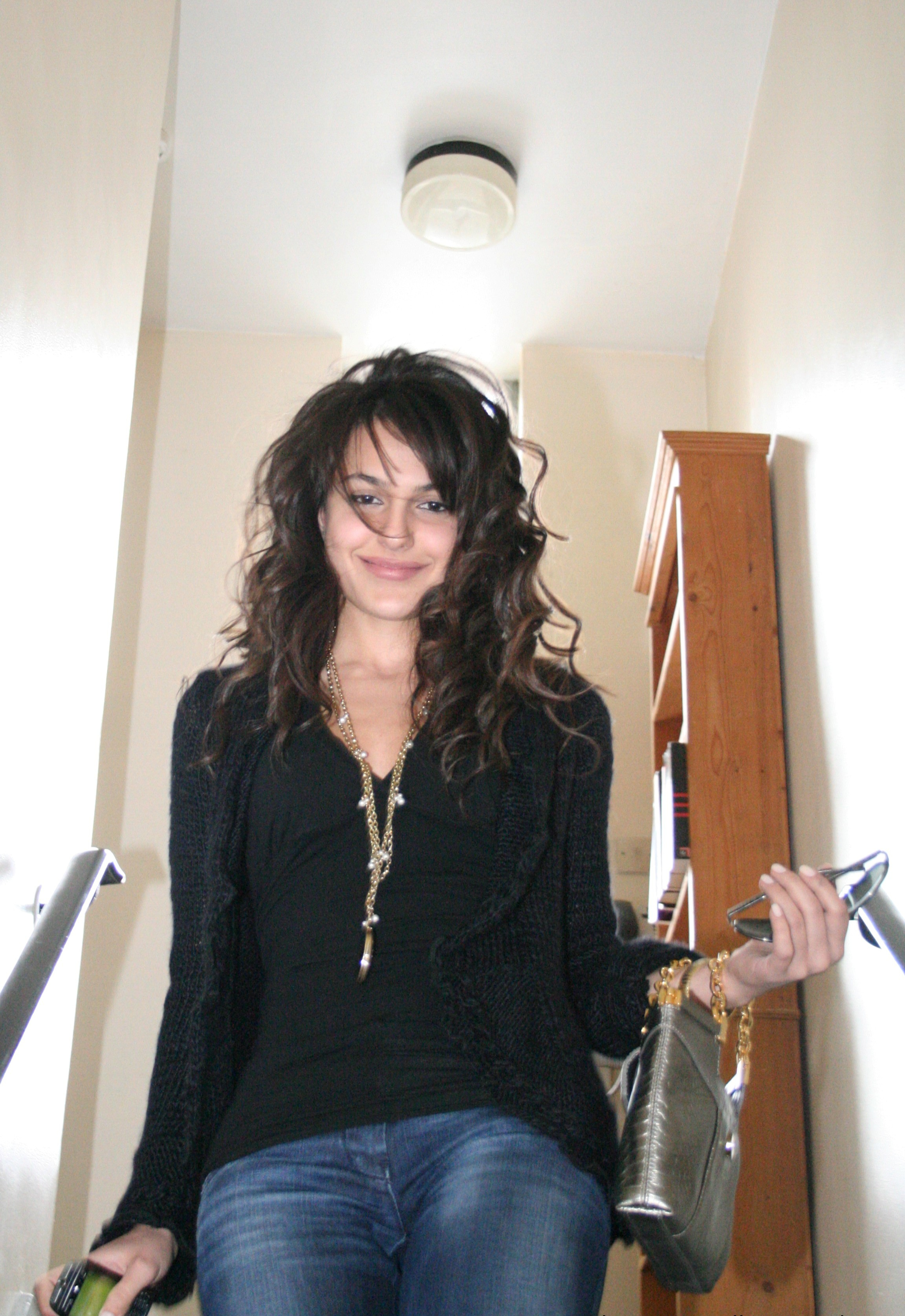
سیروشو در لندن

- ۲۰۰۵ - Shorora
- ۲۰۰۵ - Sery mer
- ۲۰۰۶ - Mayrik
- ۲۰۰۶ - Heranum em
- ۲۰۰۷ - Hima
- ۲۰۰۷ - Arjani e
- ۲۰۰۷ - Mez Vochinch Chi Bajani
- ۲۰۰۸ - Qélé, Qélé
- ۲۰۰۹ - Erotas
- ۲۰۰۹ - Time to Pray
- ۲۰۱۰ - Havatum Em
- ۲۰۱۱ - I Like It
- ۲۰۱۲ - PreGomesh
- ۲۰۱۳ - See

### جایزه‌ها

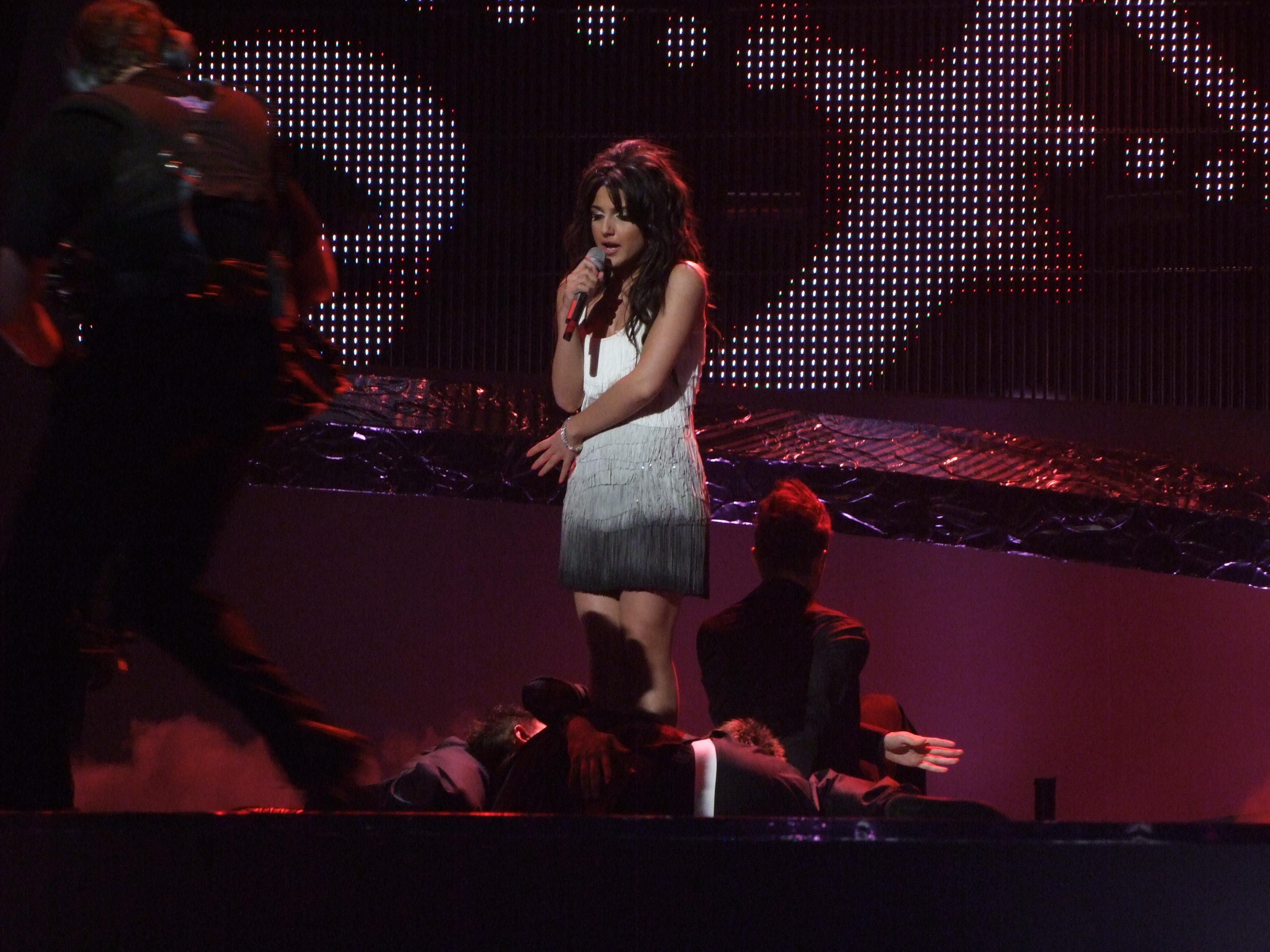

- ۲۰۰۳ - «آیندهٔ موسیقی ارمنستان» از جایزهٔ موسیقی ملی ارمنستان، ایروان.
- ۲۰۰۴ - «بهترین هنرمند زن» در جایزهٔ کرانک.
- ۲۰۰۵ - «بهترین ترانه» برای Sery mer از جایزهٔ Voske Qnar، ایروان.
- ۲۰۰۵ - «بهترین آلبوم سال» برای آلبوم Shorora در جایزهٔ موسیقی ملی ارمنستان، ایروان.
- ۲۰۰۵ - «بهترین هنرمند زن سال» از جایزهٔ موسیقی ملی ارمنستان، ایروان.
- ۲۰۰۵ - «بهترین هنرمند زن» از جایزهٔ موسیقی سالانهٔ دیاسپورای ارمنی-روسی، مسکو.
- ۲۰۰۶ - «بهترین هنرمند زن سال» از جایزهٔ موسیقی سالانهٔ دیاسپورای ارمنی-روسی، مسکو.
- ۲۰۰۶ - «بهترین ویدئوکلیپ» برای ترانهٔ Mayrik، از جایزهٔ MCLUB AMVA.
- ۲۰۰۷ - «بهترین هنرمند زن سال» از جایزهٔ موسیقی ارمنستان، آمریکا.
- ۲۰۰۷ - «بهترین ویدئو» برای ترانهٔ Hima، از جایزهٔ ده ترانهٔ برتر، ایروان.
- ۲۰۰۷ - «شاهزادهٔ موسیقی ارمنستان» از جایزهٔ مجلهٔ یِس، ایروان.
- ۲۰۰۷ - «بهترین ترانه» برای Heranum em، از جایزهٔ Voske Qnar، ایروان.
- ۲۰۰۸ - «بهترین ویدئو» برای Qele Qele، از جایزهٔ ده ترانهٔ برتر، ایروان.
- ۲۰۰۸ - «جایزهٔ هواداران یوروویژن» از مسابقهٔ خوانندگی یوروویژن، بلگراد.
- ۲۰۰۸ - «بهترین هنرمند زن سال» از جایزهٔ موسیقی ملی ارمنستان، ایروان.
- ۲۰۰۹ - «بهترین خوانندهٔ بین‌المللی ارمنستان» از جایزهٔ موسیقی سالانهٔ دیاسپورای ارمنی-روسی، مسکو.
- ۲۰۱۰ - «بهترین ترانه» برای Havatum Em، از جایزهٔ موسیقی ملی ارمنستان، ایروان.
- ۲۰۱۰ - «پرفروش‌ترین آلبوم» برای Havatum Em، از جایزهٔ موسیقی ملی ارمنستان، ایروان.
- ۲۰۱۰ - «بهترین خواننده» و «بهترین ستارهٔ رسانه‌ای» از جایزهٔ لاگژری.
- ۲۰۱۰ - «جایزهٔ ویژه برای گسترش موسیقی ارمنستان در اروپا» از جایزهٔ موسیقی سالانهٔ دیاسپورای ارمنی-روسی، مسکو.
- - هنرمند افتخاری ارمنستان